# Kylo Ren
Ben Solo, que mais tarde assumiu o nome de Kylo Ren, é um personagem do universo de Star Wars, servindo como o principal antagonista da terceira trilogia. Ele é filho da Princesa Leia com Han Solo e neto de Anakin Skywalker.O personagem é interpretado pelo ator norte-americano Adam Driver.
Ben Solo/Kylo Ren levava o fardo de ser neto de Darth Vader e o futuro da família Skywalker e da ordem jedi. Enquanto ele ainda estava no útero de sua mãe, Leia conseguia senti-lo através da Força. Ela comparou sua presença a um raio vivo de luz que às vezes escurecia e às vezes era marcado por uma veia de escuridão. Foi treinado desde de cedo por Luke Skywalker, seu tio. Mas acabou indo para o Lado Sombrio da Força, tornando-se mestre dos Cavaleiros de Ren, após matar seu mestre Snoke, tornou-se Supremo Líder da Primeira Ordem, cerca de trinta anos após a Batalha de Endor.[carece de fontes?]

## Conceito e criação
Após a Walt Disney Company adquirir a Lucasfilm em 2012, o roteiro de The Force Awakens foi escrito por Lawrence Kasdan, J.J. Abrams e Michael Arndt, sem nenhuma participação direta de George Lucas, criador de Star Wars. De acordo com Abrams, Ren foi originalmente concebido como um representante na Primeira Ordem da admiração por Darth Vader e do Império Galáctico, que a organização nutria. Abrams disse que a Primeira Ordem foi inspirada pela teoria de ODESSA, que alega que agentes da SS fugiram para a Argentina após a Segunda Guerra Mundial.
Numa entrevista para a revista Time, o figurinista de The Force Awakens, Michael Kaplan, disse que Ren foi o personagem mais difícil de se projetar para o filme. Abrams pediu que o personagem fosse criado de modo que tivesse traços que fossem marcantes para uma criança. Após inúmeras tentativas de receber a aprovação de Abrams, o design final foi escolhido, em grande parte devido ao revestimento de tecido com um estilo "espaguete" através do corpo e as linhas prateadas pela máscara. A princípio, era um vilão anônimo, mas mais tarde ganhou um nome.
A jornada do personagem de Ren apresenta semelhanças com a história de Jacen Solo, do universo expandido de Star Wars (não canônico), já que Jacen também é um filho de Han Solo com Leia Organa que se torna um Jedi traidor da galáxia.
Segundo outros membros do elenco, Adam Driver é um ator de métodos, o que significa que às vezes ele ficava nos sets como Ren e não tirava sua máscara entre as diferentes cenas. Driver explicou que seu objetivo era "esquecer que estava em Star Wars e agir como se fosse qualquer outro trabalho que está repleto de momentos e problemas", porque, da perspectiva dos personagens que vivem no mundo filme, "Darth Vader é real".

## História

### Passado
Ben Solo, filho de Han Solo e Leia Organa, era um padawan de seu tio Luke Skywalker, até se virar para o Lado Sombrio e adotar o nome de Kylo Ren. Ren nasceu alguns anos após a Batalha de Endor (que ocorreu durante o filme O Retorno de Jedi).
Desde criança Ben tinha problemas de raiva, pois não conseguia controlar seus poderes de sensitivo que se manifestavam em objetos caindo e escutando vozes. A criança se achava diferente das outras e pensava que os pais o achavam um monstro (TLJ Novel). Leia tem a certeza de que Snoke atormentou seu filho com o Lado Sombrio desde o ventre.
Ben chamava Lando, amigo de seu pai, de tio quando mais jovem.
Ben Solo não sabia que era neto de Darth Vader até os 20 anos de idade, pois seus pais e tio esconderam o fato de Leia ser uma Skywalker - filha de Darth Vader e Padmé Amidala - e que o Lorde Sith era Anakin Skywalker. Ele descobriu seu parentesco com Anakin num momento de escândalo midiático e político, quando políticos do Senado da República Galáctica que eram opositores da Senadora Leia Organa expuseram a verdadeira origem da princesa de Aldeeran pela HoloNet (Bloodline Novel).
Como um adulto, cerca de anos mais tarde, ele se tornou um seguidor do Lado Sombrio da Força e um membro dos Cavaleiros de Ren, adotando Ren como seu sobrenome após seu tio Luke pensar em matar o sobrinho e padawan depois de ter uma visão dele como Kylo Ren num futuro possível. Esse ato fez a visão se tornar o futuro real - o mesmo que ocorre com as visões de Anakin sobre a morte de Padmé -, pois Ben ainda não tinha caído para o Lado Sombrio, mesmo Snoke atormentando o garoto e alimentando os sentimentos de abandono que o mesmo tinha desde criança. Han e Leia não sabiam como ajudar o filho com seus descontroles na Força, assim os fazendo se afastar da criança para cuidar da galáxia como generais enquanto mandavam Ben para a Ordem Jedi de Luke.
Sua deserção para o Lado Sombrio foi o principal motivo para o exílio de Luke Skywalker e a separação de seus pais. Construiu seu próprio sabre de luz, um projeto perigoso e irregular ao contrário do que é um típico sabre.
Ren é obcecado pelo Lorde Sith Darth Vader, seu avô materno e uma figura poderosa do antigo Império Galáctico. Acredita-se que modelou sua aparência e comportamento a partir dele e promete terminar o que seu avô começou. Uma das motivações para a sua obsessão é o dever que ele sente para com seu falecido avô.
Ren também é conhecido por seu temperamento explosivo. Quando lidava com adversidades, ele tinha ataques de cóleras dramáticas onde ele podia atacar com seu sabre de luz qualquer coisa à vista, devastando equipamentos simplesmente para expressar sua frustração. Se pudessem, stormtroopers preferiam ficar longe do mentalmente instável Kylo Ren quando ele estava naquele estado de espírito.
Aliando-se com a Primeira Ordem, uma junta militar nascida a partir dos restos do Império Galáctico, trabalhou sob o líder da organização, Snoke, uma figura poderosa no lado sombrio e iniciou um relacionamento turbulento com o general Hux.

### O Despertar da Força
Ren deseja a destruição da Resistência, uma organização que se opôs à Primeira Ordem e que foi fundada pela sua mãe, Leia Organa. Ele também procura pelo mapa que levaria até o paradeiro de seu tio, Luke Skywalker, com o objetivo de vingar-se deste.
Após descobrir que o mapa se encontra em um droide da Resistência, Ren busca por ele. Seguindo o paradeiro do droide Ren vai até Takodana, onde encontra uma jovem que havia visto o mapa: Rey. Desistindo de perseguir o droide, Ren captura Rey e a leva para Base Starkiller para ser interrogada. Porém, Ren se surpreende quando Rey não só resiste ao seu uso da Força para ler sua mente, mas também é capaz de utilizar a Força para revelar sua fraqueza: o medo de não ser forte quanto Darth Vader. Atordoado, Ren deixa a jovem e vai procurar seu mestre, Líder Supremo Snoke, por ajuda, mas quando retorna percebe que Rey conseguiu fugir da sala de interrogatório.
Enquanto Ren procura por Rey, ela se reune com Han e Finn, um ex-stormtrooper da Primeira Ordem, que haviam vindo até a base para desarmar os escudos de Starkiller e para resgatá-la. Depois que Han planta explosivos para destruir a Base Starkiller, ele se encontra com seu filho. Han confronta Ren - chamando-o pelo seu nome verdadeiro, Ben - e implora para que ele abandone o Lado Sombrio, avisando-o de que Snoke o matará quando ele atingir seu objetivo de assumir o controle da galáxia. Ren diz a Han que se sente em conflito e pede ajuda ao pai, que Han promete dar; Ren então acende seu sabre de luz, empalando e matando Han. Este o perdoa imediatamente e em seus últimos momentos espera que,  um dia, o seu filho também chegue a perdoá-lo. Como um último gesto de amor, Han Solo toca o rosto de seu filho e cai em direção ao abismo. Chewbacca, enfurecido, atira em Ren, ferindo-o.
Logo depois, Ren se envolve em um confronto com Finn, o derrotando e deixando-o inconsciente. Em seguida, ele duela com Rey e, quando a encurrala na beira de uma fenda que havia se aberto no chão, ele se oferece para treiná-la. Porém, Rey se aproveita desse momento de hesitação de Ren para encontrar seu poder na Força e começa a revidar os seus ataques. Quando ela estava prestes a derrotar Ren, a Base Starkiller entra em colapso, partindo o chão e os separando. Após isso, Ren é resgatado da base e vai completar o seu treinamento no Lado Sombrio com o seu mestre.

### Os Últimos Jedi
Ren é humilhado por Snoke por não ter conseguido derrotar Rey, sendo que esta nunca havia empunhado um sabre de luz antes do confronto contra Kylo Ren na Base Starkiller. Seu mestre também o acusa de ser uma criança sentimental e de estar desequilibrado emocionalmente desde a morte de Han Solo. Então, Ren tenta provar a si mesmo liderando um ataque a uma nave estelar da Resistência. Porém, ele hesita em destruí-la depois de sentir a presença de sua mãe a bordo, mas seus subordinados destroem a ponte da nave, quase matando Leia.
O conflito interno de Ren se intensifica mais quando ele descobre uma conexão com Rey através da Força. Quando conectados ambos são capazes de ver, falar e até tocar um ao outro, mesmo que estejam em locais separados. A partir dessas interações, ambos se aproximam cada vez mais e sentimentos começam a se desenvolver entre os dois. Ren revela para Rey por que ele se voltou para o Lado Sombrio: Luke havia tentado matá-lo enquanto ele dormia e Ben se voltou contra o tio para defender-se. Rey inicialmente acusa Ren de mentir, não acreditando em sua versão do evento.
Em uma ocasião em que Rey está triste e se sentindo sozinha após não encontrar respostas sobre seus pais, Ren sente empatia por ela, já que reconhece nela o mesmo sentimento de abandono que ele sente em relação a sua família. Ele tenta consolá-la afirmando que ela não está sozinha e, comovida, ela responde que ele também não está antes de estender a mão para ele. Os dois tocam as mãos e têm visões um do outro, mas o momento é interrompido quando Luke aparece e, ao os ver juntos, destrói a cabana onde ambos estavam. Rey confronta Luke sobre a verdade da noite em que Ben se voltou para o Lado Sombrio e ele confessa que de fato havia ficado brevemente tentado a matá-lo após ter uma visão da destruição que Ben causaria, mas que quando se arrependeu do ato já era tarde, pois Ben acordou e o viu com o sabre de luz empunhado sobre ele. Rey, agora convencida de que ainda há bondade em Ren depois de ter sentido o conflito dele ao tocar sua mão, parte para encontrá-lo determinada a trazê-lo de volta ao Lado da Luz.
Após a chegada de Rey, Ren a captura e a leva para Snoke, que a tortura para obter a localização de Luke antes de ordenar que Ren a mate. Em vez de cumprir a ordem, Ren usa a Força para acender o sabre de luz que pertenceu a Luke e a Anakin, que estava ao lado de Snoke para cortá-lo ao meio. Posteriormente, ele e Rey unem forças para derrotar a guarda real de Snoke. Depois que os guardas são mortos, Rey se convence de que Ren mudou de lado e pede a ajuda dele para salvar os membros da Resistência. Porém, apesar de seus sentimentos por Rey, Ren não demonstra interesse em ajudar a Resistência. Ele estende a mão para ela e pede que Rey se una a ele para governar a galáxia juntos, criando uma nova ordem separada dos legados de Snoke e Luke Skywalker. Ele a faz reconhecer que seus pais a abandonaram e diz que mesmo que ela não signifique nada para a história ou para a galáxia, Rey ainda é importante para ele. No entanto, Rey se recusa a se juntar a ele, de coração partido e decepcionada em perceber que Ren não voltaria para o Lado da Luz; os dois brigam brevemente pelo sabre de luz de Anakin com a Força, resultando na arma quebrando ao meio e deixando ambos os guerreiros inconscientes por causa do impacto.
Depois que Rey escapa, Ren a acusa pelo assassinato de Snoke, força o General Hux a reconhecê-lo como o novo Líder Supremo da Primeira Ordem e ordena que suas forças ataquem a base da Resistência em Crait. Durante o ataque, Luke aparece e é fortemente atingido, e depois é atacado pessoalmente por Ren. Luke permanece em pé, revelando que ele está presente apenas como uma projeção da Força, servindo como uma distração para permitir que a Resistência escape da Primeira Ordem. Depois que Luke desaparece, a Primeira Ordem invade a base, mas a Resistência já foi evacuada. Ren compartilha um olhar final com Rey através da Força antes dela bater a porta da Millennium Falcon e escapar com a Resistência.

### A Ascensão Skywalker
Ren costumava escutar em sua cabeça a voz de seu avô, Darth Vader, que o convencia a seguir os caminhos do Lado Sombrio, como matar seu pai, Han Solo, e assassinar seu mestre Snoke e tomar o trono da Primeira Ordem, o que em teoria o faria superar Darth Vader, que nunca chegou a tomar o trono de seu mestre, Darth Sidious. Ren, que governa como Líder Supremo da Primeira Ordem há um ano, procura na galáxia um Localizador Sith para levá-lo ao planeta Sith de Exegol, com a esperança de matar o ressuscitado Imperador Palpatine como uma demonstração de seu poder. Porém, ao chegar em Exegol, ele descobre que, além de Snoke ter sido criado por Darth Sidious, o mesmo tem sido a voz de Vader em sua cabeça, o manipulando o tempo inteiro. Palpatine promete a Ren um novo império sobre o qual Ren governará como Imperador, afirmando que ele conseguira isso através de uma enorme frota de Star Destroyers, embora ele primeiro dê a Ren a condição de que ele deve matar Rey.
Ren finge aceitar o acordo de Sidious, mas secretamente possui outros planos em mente. Ainda ainda cheio de ambição, Ren ficou mais determinado a trazer Rey para o Lado Sombrio, para que ambos pudessem derrotar Sidious e tomassem o poder dos Sith para para que juntos governassem a galáxia (curiosamente este foi um dos argumentos que Anakin usou para explicar seus atos a Padmé quando este foi para o Lado Sombrio: de que um dia ele derrotaria Sidious e que juntos governariam a galáxia).
Ren procura Rey pela galáxia e continua se comunicando com ela através da Força, usando essas correspondências para discernir sua localização. Ren tenta impedi-la de encontrar o outro Localizador, embora em uma de suas conversas com ela, ele diga a ela que ela tem uma parte maior da história do que ele havia pensado inicialmente e promete contar a ela toda a história pessoalmente. Quando eles finalmente se encontram cara a cara mais uma vez, Ren diz a Rey que ela é neta de Palpatine e, além disso, eles são uma díade na Força, dois que na verdade são um na Força e com potencial extremamente poderoso quando unidos. Ele pede a ela mais uma vez que pegue sua mão e se junte a ele para derrotar Palpatine e assumir o trono do Sith juntos, no entanto Rey recusa.
Posteriormente, isso faz com que ambos entrem em um intenso duelo nos destroços da Segunda Estrela da Morte, onde um quase mata o outro, estando quase completamente tomados pelo Lado Sombrio, se não fosse o sacrifício final de sua mãe, Leia (também mestra Jedi de Rey na época), que usou suas últimas forças para se comunicar com o que restou de Ben Solo, e assim impedindo que ambos se matassem, mas ela morre no processo. O duelo termina com Rey empalando Ren, que havia sido distraído ao sentir sua mãe tentando alcançá-lo através da Força. Rey usa a Força para curar Ren e sai a bordo de sua nave, depois de lhe confessar que ela queria pegar a mão de Ben Solo, mas não a de Kylo Ren.
Abalado com a morte da mãe, tendo percebido que tinha perdido tudo, ele confronta uma visão da memória de seu pai, que toca sua face carinhosamente e lhe encoraja para voltar a ser Ben Solo, e ele aceita. Ele então joga seu sabre de luz no mar, renunciando ao seu papel de Líder Supremo e recuperando sua antiga identidade de Ben Solo.
Determinado a remediar todo o mal que fez a seus pais, e também porque Rey era a única pessoa que lhe restara na vida, Ben parte para Exegol, o planeta natal dos Sith, para ajudá-la a confrontar Sidious, e evitar que ela vá para o Lado Sombrio, assim como ela havia feito por ele. Rey sente sua presença e entrega a ele, através da sua conexão da Força, o sabre de luz que tinha sido de seu tio Luke e de seu avô Anakin, que Ben usa para derrotar os Cavaleiros de Ren. Palpatine então sente a conexão de Rey e Ben como uma díade da Força, e absorve sua energia para restaurar um corpo inteiro para si mesmo, antes de lançar Ben em um abismo.
O confronto termina com Rey e Sidious matando um ao outro. Logo em seguida, Ben sai do abismo, encontra o corpo de Rey e a envolve em seus braços. Após lamentar a morte de sua amada, ele transfere sua essência de vida para ela, ressuscitando-a. Assim que ela desperta, Ben e Rey sorriem um para o outro e compartilham um beijo (que espelha o beijo dos pais de Ben, Han e Leia, antes do primeiro ser congelado em carbonita), então Ben ainda nos braços de Rey, desaparece pacificamente na Força como consequência de ter usado toda sua energia vital para salvá-la em um ato genuíno de amor e sacrifício. Mais tarde, Rey leva seu sobrenome materno, Skywalker, para homenageá-lo e também homenagear sua mãe e tio que a orientaram.
No fim das contas, Ben acabou fazendo o que sempre disse que faria, mas não da forma como ele esperava inicialmente, que era terminar o que o avô dele tinha começado. Ele passou quase sua vida toda tentando tomar o trono da galáxia e eliminar os Jedi como Vader, mas no final, ao se redimir como Anakin fez antes dele, Ben conseguiu usar a Força para salvar sua amada da morte (objetivo no qual Anakin havia fracassado), só que ele assim o fez usando o Lado Luminoso da Força, e não o Sombrio.

## Ator original
- Adam Driver interpretou Kylo Ren, nos filmes Star Wars: O Despertar da Força, Star Wars: Os Últimos Jedi e Star Wars: A Ascensão Skywalker.